# Słonecznicowe
Słonecznicowe (Eurypygiformes) – rząd ptaków z podgromady Neornithes.

## Zasięg występowania
Rząd obejmuje gatunki występujące na Nowej Kaledonii oraz w Ameryce Południowej i Centralnej.

## Systematyka
Takson ten obejmuje dwie monotypowe, blisko ze sobą spokrewnione rodziny. Ich pokrewieństwo w stosunku do innych rzędów wymaga badań. Wcześniej obie rodziny były błędnie umieszczane w rzędzie żurawiowych. Rząd ten dzielony jest na rodziny:
- Eurypygidae – słonecznice
- Rhynochetidae – kagu